# 604750 Marisabele
604750 Marisabele este o planetă minoră (asteroid) din centura de asteroizi. A fost descoperită pe 6 octombrie 2015 la Baldone⁠(d) de . 
Obiectul prezintă o orbită caracterizată de o semiaxă mare de 3,1781255901164 UAi, o excentricitate de 0,071270928024232, o înclinație de 11,399232033313 ° în raport cu ecliptica.